# Джаред и его помощники
Джаред и его помощники (англ. Jared Has Aides) — эпизод 602 (№ 80) сериала «Южный Парк». Его премьера состоялась 6 марта 2002 года. В русском переводе серия называлась: «У Джареда СПИД».

## Сюжет
Город озабочен проблемой сброса веса после речи Джареда Фогла. Друзья решают заработать, заставив Баттерса потолстеть, чтобы он смог сбросить вес, как Джаред. В итоге растолстевший Баттерс делает себе липосакцию и оказывается наказан родителями, а Джареда чуть не казнят, поскольку думают, что у него СПИД, так как тот заявил, что имеет СПИД (на самом деле они путают слово aides, «помощники», с AIDS. В русском переводе СПИД — Супер Программа Индивидуальной Диеты). В украинской версии использовалась игра слов «репетитор-гепатитор (гепатит)». В финале серии над произошедшим смеются, поскольку это совпадает с «официальным объявлением СПИДа смешным».

## Пародии
- В этом эпизоде пародируются рекламные ролики компании Subway. Трей Паркер в одном из интервью приводил пример этой пародии как возможной только в «Южном парке»[1].
- Сцена, в которой Джареду сообщают о том, что он уволен, а также следующая сцена, в которой Джаред идёт по улице под музыку песни Брюса Спрингстина «Streets of Philadelphia», являются пародией на аналогичные сцены из фильма «Филадельфия» с Томом Хэнксом.

## Факты
- В эпизоде говорится, что «трагедия становится смешной, когда проходит 22 года и 3 месяца». С момента открытия СПИДа в западном мире до выхода эпизода прошло именно столько[2].